# (4604) Stekarstrom
(4604) Stekarstrom – planetoida z pasa głównego asteroid okrążająca Słońce w ciągu 3 lat i 77 dni w średniej odległości 2,17 j.a. Została odkryta 18 września 1987 roku w obserwatorium Toyota przez Kenzō Suzuki i Takeshiego Uratę. Nazwa planetoidy pochodzi od Stephena (ur. 1942) oraz Karen Strom (ur. 1941), amerykańskich astronomów i fotografów. Nazwa została zaproponowana przez E. Mamajek. Przed nadaniem nazwy planetoida nosiła oznaczenie tymczasowe (4604) 1987 SK.